# Coloration de Neisser
La coloration de Neisser est une technique spéciale de coloration des bactéries décrite en 1897 par le microbiologiste M. Neisser (de) pour faciliter l'identification au microscope de Corynebacterium diphtheriae, et donc le diagnostic biologique de la diphtérie dont elle est la cause. Elle consiste à utiliser successivement deux colorants pour visualiser les granules métachromatiques de volutine (en) (ou corps de Babes-Ernst) présents dans le cytoplasme de C. diphtheriae et d'autres micro-organismes.

## Histoire
M. Neisser confirme les observations de ses prédécesseurs selon lesquelles, dans des conditions expérimentales soigneusement contrôlées, les granules métachromatiques sont visibles chez C. diphtheriae mais pas chez les autres Corynébactéries. Il utilise pour cela une « coloration double » : d'abord un colorant primaire, une solution aqueuse diluée de bleu de méthylène acidifiée par de l'acide acétique, puis une contre-coloration par le brun Bismarck (ou vésuvine). Dans ces conditions C. diphtheriae prend l'aspect caractéristique de bacilles bruns-jaunes renflés à une ou aux deux extrémités, le ou les renflements contenant les granules métachromatiques colorés en bleu. Les autres Corynébactéries, qui ne possèdent pas ces granules, sont d'une coloration brun-jaune uniforme qui les distingue mieux de C. diphtheriae que les méthodes à colorant unique (par ex. le bleu de méthylène de Loeffler).
L'intérêt de la coloration de Neisser est rapidement reconnu, et quelques modifications sont proposées. Ayant des difficultés à reproduire le protocole original, A.C. Coles introduit un mordançage à l'iode (solution de Lugol) après la coloration primaire et propose de doubler la concentration du brun Bismarck à l'étape de contre-coloration. D'autres auteurs rapportent des résultats plus constants en prolongeant le temps d'application des colorants.

## Réalisation
Les solutions utilisées pour la coloration peuvent être préparées de la manière suivante :
- solution A : dans 100 mL d'eau distillée, dissoudre 100 mg de bleu de méthylène, 5 mL d'éthanol et 5 mL d'acide acétique ;
- solution B : dans 100 mL d'eau distillée, dissoudre 3,3 mL d'une solution à 10% (m/V) de violet de gentiane dans l'éthanol ;
- contre-coloration : solution aqueuse de brun Bismarck ou autre colorant au choix (cf. infra).

Les étapes de la coloration sont les suivantes :
- Préparer et fixer (en) le frottis contenant les Corynébactéries.
- Procéder à la coloration primaire :
  - préparer la solution colorante en mélangeant deux parts de solution A et une part de solution B ;
  - couvrir le frottis de ce mélange et laisser agir pendant 30 secondes ;
  - rincer à l'eau distillée.
- Procéder à la contre-coloration et observer :
  - couvrir le frottis de solution colorante et laisser agir pendant 1 min ;
  - bien rincer à l'eau distillée puis sécher par tamponnement ;
  - observer à l'objectif à immersion : le corps des bactéries est coloré en brun-jaune et les granules métachromatiques, s'il y en a, sont colorés en bleu-violet.

## Variantes
Selon les sources, les fournisseurs et les formulations :
- la coloration primaire peut se conformer à la méthode originale de Neisser[7] au lieu d'employer un mélange de bleu de méthylène et de violet de gentiane ;
- une étape de mordançage à l'iode peut s'intercaler entre la coloration primaire et la contre-coloration : dans ce cas, rincer le colorant primaire à l'eau distillée et couvrir de solution de Lugol pendant 10 à 30 secondes, puis rincer à nouveau avant d'appliquer la contre-coloration[5] ;
- pour la contre-coloration, le brun Bismarck peut être remplacé par de la chrysoïdine[6], de l'éosine[6] ou du rouge neutre[7],[8].

## Domaine d'application et performances
Selon l'OMS, compte tenu des résultats parfois variables de la coloration de Gram sur les Corynébactéries, les techniques traditionnelles telles que la coloration de Neisser conservent un intérêt pour l'identification présomptive de C. diphtheriae en attendant le résultat d'analyses plus précises (caractères biochimiques, antibiogramme, test d'Elek (en), PCR etc.). Une observation de 1942 rapporte que cette coloration donne de meilleurs résultats que les méthodes similaires pourvu que la réaction avec les bactéries ait lieu à un pH inférieur à 3,5.
La coloration de Neisser peut être mise à profit pour identifier les bactéries filamenteuses lors du traitement des eaux usées par le procédé des boues activées,.